# Syritta orientalis
Syritta orientalis är en tvåvingeart som beskrevs av Macquart 1842. Syritta orientalis ingår i släktet kompostblomflugor, och familjen blomflugor. Inga underarter finns listade i Catalogue of Life.